# Vídua de Wilson
La vídua de Wilson (Vidua wilsoni) és un ocell de la família dels viduids (Viduidae).

## Hàbitat i distribució
Habita els boscos del Senegal, Gàmbia i Guinea Bissau, cap a l'est fins al nord de la República Democràtica del Congo, Sudan del Sud i nord-oest d'Etiòpia, probablement fins Uganda i oest de Kenya, Tanzània i sud-est de la República Democràtica del Congo.